# 디지털 유목민
디지털 유목민(digital nomad)은 생계를 유지하거나, 나아가 삶을 영위하는 데에 원격 통신 기술을 적극 활용하는 사람들을 일컫는다. 이러한 사람들은 단일한 고정된 사무실에서 일하는 전통적인 방식 대신, 외국에서, 또는 카페, 공공 도서관, 협업 공간(coworking spaces), 심지어 RV까지 포함해, 원격으로 근무하는 경우가 많다.

## 정의
디지털 유목민은 어디에서 살거나 여행하든 상관 없이, 무선 인터넷이나 스마트폰, VoIP, 클라우드 기반 앱을 활용해 원격으로 일한다. 또한, 협업 공간(coworking spaces)이나 카페에서, 다른 사람 집을 봐주면서(house sitting), 공유 사무실 등에서도 일한다.
디지털 유목민은 고객이나 고용주와 일하는 와중에도 여행을 다니는 경향이 있다. 이러한 생활 양식에는 전 세계에서 통용될 수 있는 국제 건강 보험을 유지하거나, 그 지역만의 법을 감수하고, 취업 비자를 구하고, 친구나 집에 남은 가족과의 장거리 관계를 유지하는 것과 같은 도전이 뒤따른다. 그 외에도, 시차, 안정적인 인터넷 연결을 찾아야 하는 어려움, 일과 휴식의 구분이 모호해지는 것과 같은 난관도 존재한다.
디지털 유목민의 생활 양식은 점차 대중화되는 추세다.

## 장점
사람들은 여행에 대한 열망, 위치 독립성, 그리고 종종 값 비싼 도시를 떠나서 제공되는 저렴한 생활비 때문에 디지털 노마드가되는 경향이 있다. 생활비는 디지털 노마드가 목적지를 선택할 때 평가하는 가장 중요한 기준이며, 기후, 다양성 및 가능한 여가 활동이 그 뒤를이었다. 2021년 연구에 따르면 지리적 제약에서 벗어난 직원들은 다른 요인을 고려했을 때 평균 4.4%의 생산성 향상을 보였기 때문에 직원 생산성과 '어디서든 일할 수 있는' 능력 사이에 인과 관계가 있다는 사실이 밝혀진 만큼, 고용주에게도 이점이 있다. 또한 디지털 노마드는 소득의 35% 이상을 거주 지역에서 소비하는 경향이 있으며, 이는 자본의 투입으로 나타났다, 주로 서비스 산업과 소비재 판매를 촉진하여 인기 지역의 지역 경제를 활성화한다.

## 도전 과제
디지털 노마드들은 자유와 유연성의 이점을 누리고 있지만, 외로움을 가장 큰 어려움으로 꼽았고 정서적 소진이 그 뒤를 이었다. 유목민은 일반적으로 결혼과 같은 개인적인 애착으로부터 자유로워야 하기 때문에 외로움은 디지털 노마드에게 종종 문제가 된다. 원격 근무자의 정신 건강을 유지하기 위해 양질의 인간관계를 발전시키는 것이 중요하다는 것이 강조되고 있다.

## 같이 보기
- 글로벌 유목민(global nomad)
- 위치 독립성(location independence)
- 모바일 보헤미안, 또는 줄여서 모보(mobo)
- 재택근무